# Concatedral basílica de la Asunción de María y San Esteban (Caiazzo)
La Concatedral Basílica de la Asunción de María y San Esteban el Obispo o simplemente Catedral de Caiazzo (en italiano: Basilica Concattedrale di Maria SS. Assunta e S. Stefano Vescovo) Es la principal iglesia católica de Caiazzo, provincia de Caserta parte del país europeo de Italia. Anteriormente la catedral de una diócesis de Caiazzo, con la unión a la diócesis de Alife para formar la Diócesis de Alife-Caiazzo en 1986, se convirtió en co-catedral. En 2013, se hizo además una basílica menor.
La iglesia se sitúa parcialmente sobre un templo romano de origen pagano. Los capiteles de la iglesia anterior mostraban derivación de una estructura romana. La reestructuración de la iglesia se ha producido a lo largo de los siglos.